# Festes del foc del solstici d'estiu als Pirineus
Les festes del foc del solstici d'estiu als Pirineus són un conjunt de celebracions d'origen ancestral que tenen lloc cada any, pels volts de Sant Joan, a diferents poblacions d'Andorra, Aragó, Catalunya, la Vall d'Aran i Occitània. Entre aquestes festes s'hi compten les falles d'Isil, Boí, Taüll, Erill-la-Vall, Barruera, Durro, El Pont de Suert, Llesp, Casós, Vilaller, Senet, Arties, Alins i la Pobla de Segur, la Fia-Faia de Bagà o la Crema deth Haro de Les.
El 2015, seixanta-tres pobles que celebren aquesta tradició d'origen ancestral van presentar una candidatura conjunta a la UNESCO, que l'1 de desembre de 2015 les va inscriure a la Llista Representativa del Patrimoni Cultural Immaterial de la Humanitat.

## La nominació
El Comitè intergovernamental per a la salvaguarda del Patrimoni immaterial és l'organisme de la UNESCO responsable, entre altres coses, d'examinar les sol·licituds presentades i decidir sobre les inscripcions en la Llista representativa del patrimoni cultural immaterial de la humanitat.
En la reunió anual del Comitè celebrada entre el 30 de novembre i el 4 de desembre de 2015 a Windhoek (Namibia), un dels 35 expedients per a aquesta llista analitzats en la reunió va ser el presentat conjuntament pels estats d'Andorra, Espanya i França, titulat "Summer solstice fire festivals in the Pyrenees" en anglès i "Les fêtes du feu du solstice d'été dans les Pyrénées en francès. Va ser aprovat per a inscripció el dia 1 de desembre.
A la reunió hi van participar membres del Comitè pertanyents a 23 del 24 països que el componien, representants dels estats implicats, entre els quals estaven les delegacions oficials d'Andorra, que incloïa a Joan Reguant Aleix com a expert coordinador de la candidatura, i la d'Espanya, amb representants tant del Ministeri d'Educació, Cultura i Esports com de la Direcció General d'Afers Multilaterals i Europeus de la Generalitat de Catalunya, i també membre d'organitzacions no governamentals acreditades davant del Comitè. Entre aquestes últimes hi havia Josep A. Viana Crespo president de l'Ens de l'Associacionisme Cultural Català (ENS) i Lluís Garcia Petit, consultor de patrimoni cultural, com a conseller de l'ENS.

### Característiques de la candidatura
El dossier de la candidatura de nominació conté diversos apartats i va acompanyat de documents on els governs locals, o organismes vinculats amb les festes, de tots els llocs que hi estan inclosos. Entre els apartats, cal esmentar el de denominacions, on s'hi especifica:
- Les festes del foc del solstici d'estiu als Pirineus (en català)
- Las fiestas del fuego del solsticio de verano en los Pirineos (en castellà)
- Les fêtes du feu du solstice d'été dans les Pyrénées (en franès)
- Es hèstes deth huec deth solstici d'estiu enes Pirinèus (en aranèis)
- Brandon, Eth Halhar, Eth Haro, Eth Hart, Era Halha (en occitàn)
- Les fiestes del foc del solstisio d'estiu als pirinèus (en benasquès)

L'apartat relatiu a "altres denominacions" conté una llista, la qual es concreta que no és exhaustiva, on hi figuren (els toponímics apareixen aquí tal com estan al dossier):
- La cremada de Falles (Andorre)
- Les Falles (Isil, Sahún, Bonansa)
- Les falles de Saunc (Sahún)
- Baixada de Falles (Vilaller, Montanuy, Aneto, Castanesa, Senet, Alins)
- Córrer les falles (Eril la Vall, Boí, Barruera, Durro, Taüll, El Pont de Suert, Casós, Llesp)
- Corré las Fallas (Laspaúles)
- Festa de la Falleta (San Juan de Plan)
- Las Fallas (Bonansa)
- Le Brandon de la Saint-Jean (et de la Saint-Pierre) (Luchon)
- Eth Halhar (Saint-Aventin)
- Crema deth Taro (Arties)
- Shasclada deth Haro (Les)
- Crema deth Haro e des Halhes (Les)
- Quilha deth Haro (Les)
- La Biga (Senet)
- Falles de la Verge de la Ribera (La Pobla de Segur)

A l'apartat de localització geogràfica i extensió s'hi detallen els llocs inclosos.

### Localitats
Les 63 localitats implicades, segons consta en el dossier de candidatura de nominació, són:
| Estat   | # loc. | població afectada | Comunitat            | Comarca / departament | Localitat (nom català/occità)      | (nom oficial no català) | notes                             |
| ------- | ------ | ----------------- | -------------------- | --------------------- | ---------------------------------- | ----------------------- | --------------------------------- |
| Andorra | 3      | 45.550            |                      |                       | Andorra la Vella                   |                         |                                   |
| Andorra | 3      | 45.550            | Sant Julià de Lòria  |                       |                                    |                         |                                   |
| Andorra | 3      | 45.550            | Escaldes-Engordany   |                       |                                    |                         |                                   |
| Espanya | 26     | 1.210             | Aragó                | Ribagorça             | Montanui                           |                         |                                   |
| Espanya | 26     | 1.210             | Aragó                | Ribagorça             | Aneto                              |                         | pertany a Montanui                |
| Espanya | 26     | 1.210             | Aragó                | Ribagorça             | Castanesa                          |                         | pertany a Montanui                |
| Espanya | 26     | 1.210             | Aragó                | Ribagorça             | Bonansa                            |                         |                                   |
| Espanya | 26     | 1.210             | Aragó                | Ribagorça             | Laspaúls                           |                         |                                   |
| Espanya | 26     | 1.210             | Aragó                | Ribagorça             | Villarrué                          |                         | pertany a Laspaúls                |
| Espanya | 26     | 1.210             | Aragó                | Ribagorça             | Suils                              |                         | pertany a Laspaúls                |
| Espanya | 26     | 1.210             | Aragó                | Ribagorça             | Saünc                              | Sahún                   | s'hi parla benasquès              |
| Espanya | 26     | 1.210             | Aragó                | Sobrarb               | San Chuan de Plan                  |                         |                                   |
| Espanya | 26     | 11.400            | Catalunya            | Vall d'Aran           | Lés                                |                         |                                   |
| Espanya | 26     | 11.400            | Catalunya            | Vall d'Aran           | Arties                             |                         |                                   |
| Espanya | 26     | 11.400            | Catalunya            | Alta Ribagorça        | Pont de Suert                      |                         |                                   |
| Espanya | 26     | 11.400            | Catalunya            | Alta Ribagorça        | Casós                              |                         |                                   |
| Espanya | 26     | 11.400            | Catalunya            | Alta Ribagorça        | Llesp                              |                         |                                   |
| Espanya | 26     | 11.400            | Catalunya            | Alta Ribagorça        | Barruera                           |                         |                                   |
| Espanya | 26     | 11.400            | Catalunya            | Alta Ribagorça        | Taüll                              |                         |                                   |
| Espanya | 26     | 11.400            | Catalunya            | Alta Ribagorça        | Boí                                |                         |                                   |
| Espanya | 26     | 11.400            | Catalunya            | Alta Ribagorça        | Erill la Vall                      |                         |                                   |
| Espanya | 26     | 11.400            | Catalunya            | Alta Ribagorça        | Durro                              |                         |                                   |
| Espanya | 26     | 11.400            | Catalunya            | Alta Ribagorça        | Vilaller                           |                         |                                   |
| Espanya | 26     | 11.400            | Catalunya            | Alta Ribagorça        | Senet                              |                         | pertany a Vilaller                |
| Espanya | 26     | 11.400            | Catalunya            | Pallars Sobirà        | Alins                              |                         |                                   |
| Espanya | 26     | 11.400            | Catalunya            | Pallars Sobirà        | Isil                               |                         |                                   |
| Espanya | 26     | 11.400            | Catalunya            | Pallars Jussà         | La Pobla de Segur                  |                         |                                   |
| Espanya | 26     | 11.400            | Catalunya            | Berguedà              | Bagà                               |                         | les úniques que es fan a l'hivern |
| Espanya | 26     | 11.400            | Catalunya            | Berguedà              | Sant Julià de Cerdanyola           |                         | les úniques que es fan a l'hivern |
| França  | 34     | 4.770             |                      | Alta Garona           | Banhèras de Luishon                | Bagnères de Luchon      |                                   |
| França  | 34     | 4.770             | Judèth de Luishon    | Alta Garona           | Juzet de Luchon                    |                         |                                   |
| França  | 34     | 4.770             | Montauban de Luishon | Alta Garona           | Montauban de Luchon                |                         |                                   |
| França  | 34     | 4.770             | Sent Memet           | Alta Garona           | Saint-Mamet                        |                         |                                   |
| França  | 34     | 4.770             | Mostajon             | Alta Garona           | Moustajon                          |                         |                                   |
| França  | 34     | 4.770             | Mairenha             | Alta Garona           | Mayrègne                           |                         |                                   |
| França  | 34     | 4.770             | Sent Avantin         | Alta Garona           | Saint-Aventin                      |                         |                                   |
| França  | 34     | 4.770             | Sales e Pratvièlh    | Alta Garona           | Salles et Pratviel                 |                         |                                   |
| França  | 34     | 4.770             | Òu                   | Alta Garona           | Oô                                 |                         |                                   |
| França  | 34     | 2.370             |                      | Alts Pirineus         | 25 localitats a la Vall de Varossa | Vallée de la Barousse   |                                   |

En el dossier, França delimita la zona aplicable posant com a límits les poblacions, no incloses, de Ponlat-Taillebourg (Pontlat e Talhaborg) i Saint-Gaudens (Sent Gaudenç) a l'Alta Garona, Ganac (Ganac) i Saint-Pierre-de-Rivière (Sent Pèire) a l'Arieja i Bagnères-de-Bigorre (Banhèras de Bigòrra) als Alts Pirineus.

## La Declaració d'Andorra la Vella
En el marc de les celebracions que tingueren lloc a Andorra, el 3 de desembre es va fer la signatura, al comú de la capital, de la Declaració d'Andorra la Vella entre les comunitats fallaires dels tres Estats per potenciar la tradició de les falles als Pirineus. Aquesta "declaració de bones intencions" fou considerada un primer pas cap a la constitució d'un organisme internacional que permetés gestionar de forma conjunta la salvaguarda i la difusió de les falles.
Per altra banda, algun mitjà es va fer ressò d'un aspecte sorgit en la reunió de signatura de la Declaració: que en lloc de "Festes del foc del solstici d'estiu als Pirineus" el nom passés a ser "Festes del foc de solstici als Pirineus: falles, haros i brandons" per tal de deixar major constància, en la denominació oficial, del nom atàvic amb què la festa es coneix en les diferents localitats on se celebra -falles, haros i brandons. La tramitació davant de la Unesco aniria a càrrec dels estats que van presentar la candidatura: Andorra, Espanya i França.

## Altres festes relacionades
Paral·lelament a aquestes festes també se celebra la Flama del Canigó, una tradició vinculada al solstici d'estiu en la qual, centenars de persones pugen a aquesta muntanya del Pirineu català i, després d'encendre-hi una petita foguera, en baixen amb torxes i fanalets per repartir el foc arreu dels Països Catalans. Amb aquestes flames s'encenen els Focs de la Nit de Sant Joan.